# Griswoldia robusta
Griswoldia robusta är en spindelart som först beskrevs av Simon 1898.  Griswoldia robusta ingår i släktet Griswoldia och familjen Zoropsidae. Inga underarter finns listade i Catalogue of Life.